# Vadstenamöte
Vadstenamöter för personlig och kyrklig förnyelse anordnades under åren 1943-85 på frivillig basis inom Svenska kyrkan,  först i Vadstena och därefter med bibehållet namn i Medevi brunn. En föregångare var de så kallade Porlamötena vid Porla brunn 1913-1937 med liknande innehåll och uppläggning. Många tongivande och delvis kontroversiella kyrkliga personer var på olika sätt delaktiga Vadstenamötena, till exempel Margit Sahlin, Arvid Runestam och Bo Giertz. I början hade mötena den uttalade ambitionen att samla människor från olika fromhetsgrupperingar inom Svenska kyrkan, till exempel. den på 1940-talet inflyteserika Oxfordgrupprörelsen, högkyrkligheten och den västsvenska gammalkyrkligheten till gemensam uppbyggelse, predikan, bibelstudier och föredrag. Mötena fick stor anslutning. Med tiden kom de alltmer att inriktas mot den enskilda kristna människan. Från 1960-talet var Vadstenamötena förlagda till Medevi brunn och de kunde parallellt anordnas också på andra platser i landet. De hade ingen fast organisation eller stadgar utan arrangerades av en av mötet självt från gång till gång vald så kallad bestyrelse. En ledande gestalt var landshövdingen i Östergötland Carl Hamilton.